# The Romance of a Trained Nurse
The Romance of a Trained Nurse er en amerikansk stumfilm fra 1910 af Sidney Olcott.